# Tricia Leigh Fisher
Pour les articles homonymes, voir Fisher.
Tricia Leigh Fisher est une actrice américaine, brièvement chanteuse, née le 26 décembre 1968.

## Biographie
Tricia Leigh Fisher est née dans une famille d'acteurs : elle est la fille de Eddie Fisher et de Connie Stevens, et a pour sœur Joely Fisher, pour demi-sœur Carrie Fisher, pour demi-frère Todd Fisher, et pour nièce Billie Lourd, fille de Carrie, enfants de Debbie Reynolds.
Elle débute à l'écran en 1985 dans le film Le Justicier de Miami (Stick) avec Burt Reynolds, puis est l'héroïne des films Pretty Smart en 1987 et C.H.U.D. 2 en 1989, à la suite duquel elle participe en tant que "jeune première" au tristement célèbre spectacle d'ouverture de la 61e cérémonie des Oscars.
En 1990, elle sort un album éponyme et quelques singles ; le groupe Wink reprend la même année une de ses chansons adaptée en japonais en "face B" de son single New Moon ni Aimashō qui se classe 2e des ventes à l'Oricon.

## Filmographie
Cinéma
- 1985 : Le Justicier de Miami (Stick) : Katie
- 1987 : Pretty Smart : Daphne Ziegler
- 1989 : Hollywood Chaos
- 1989 : C.H.U.D. 2 : Katie
- 1990 : Elles craquent toutes sauf une : Gina Gabooch
- 1993 : Arizona Dream : Lindy (non créditée)
- 1994 : Hostile Intentions : Maureen
- 1994 : La Petite Star (I'll Do Anything) : Passagère
- 1997 : Men Seeking Women : Amanda
- 2009 : Saving Grace B. Jones : Ella Jean Jones

Télévision

## Discographie
Album
- 1990 : Tricia Leigh Fisher (renommé Dreams au Japon)

Singles
- 1990 : Empty Beach
- 1990 : Let's Make the Time
- 1990 : My Heart Holds On / Good As Gold (sorti au Japon uniquement)